# 獐子岛集团
獐子岛集团股份有限公司（深交所：002069），简称獐子岛，是一家以養殖扇貝、鮑魚等海產品為主的公司。

## 历史沿革
- 1998年3月，大连獐子岛渔业集团公司改制，设立大连獐子岛渔业集团有限公司。
- 2001年，公司整体变更为大连獐子岛渔业集团股份有限公司[1]。
- 2006年9月，公司在深交所上市[2]
- 2012年10月，公司名称变更为獐子岛集团股份有限公司。
- 2014年10月30日晚，獐子岛披露的当年三季报在市场上引发了轩然大波。公告称公司105.64万亩海洋牧场遭遇灭顶之灾，公司前三季业绩由盈利变为亏损约8.12亿[3]。2018年1月30日，公司发布的“2017年度业绩预告修正公告”再次引发广泛质疑[4]。
- 2018年7月，整個東北亞受到熱浪衝擊，遼寧一帶的海水溫度甚至颷升至34度，但由於獐子島的主要海參養殖場位於外海水深10-40米處，有足夠水深避免海水過熱而熱死海參，使公司在相關牌塊不單沒有暴跌，其股價還在一天暴升10%至漲停板[5]。
- 2019年7月10日，由於獐子島涉嫌2016、2017两年的年度报告、《关于底播虾夷扇贝2017年终盘点情况的公告》、《关于核销资产及计提存货跌价准备的公告》、《关于2017年秋季底播虾夷扇贝抽测结果的公告》涉嫌造假和虛假記載，以及未及时披露信息，中國證券監督管理委員會决定对獐子岛公司及24名相关当事人给予警告，并对獐子岛处以60万元罚款；对吴厚刚等24名相关当事人分别处以30万元、20万元、8万元、5万元和3万元不等的罚款，对吴厚刚采取终身市场禁入措施，对董事梁峻采取10年证券市场禁入措施，对首席财务官勾荣和董事会秘书孙福君分别采取5年证券市场禁入措施[6]。
- 2020年9月11日，证监会宣佈，獐子岛涉嫌构成违规披露、不披露重要信息罪，证监会决定将獐子岛及相关人员涉嫌证券犯罪案件依法移送公安机关追究刑事责任[7]。